# 8.º Distrito Congressional do Arizona
O 8º Distrito Congressional do Arizona é um dos 8 Distritos Congressionais do Estado norte-americano do Arizona, segundo o censo de 2000 sua população é de 641.329 habitantes.